# Goran Lovre
Goran Lovre - em sérvio, Горан Ловре (Zagreb, 23 de março de 1982) é um futebolista sérvio nascido na atual Croácia que atua como meia. Ele também possui ascendência belga.

## Carreira
Vice-campeão europeu Sub-21 com a seleção da Sérvia e Montenegro, Lovre também compôs a seleção olímpica que foi eliminada na primeira fase do torneio de futebol dos Jogos Olímpicos de Verão de 2004, terminando em quarto no Grupo C, atrás da Argentina, futura campeã olímpica , além da Austrália e da Tunísia.

### Clubes
Em 12 de maio de 2006 assinou com o FC Groningen por um período de dois anos, com a possibilidade de uma prorrogação de dois anos no final do contrato. Ele jogou pela equipe neerlandesa desde o início da temporada 2006/07, marcando mais de 20 gols pela mesma a partir de março de 2009.
Em 28 de maio de 2010 Lovre foi contratado pelo Barnsley, marcando seu primeiro gol pela equipe inglesa na vitória por 3-1 sobre o Ipswich Town, onde se destacou em campo, recebendo uma assistência.